# 戦巫女 -Vestal virgin-
『戦巫女 -Vestal virgin-』（いくさみこ ヴェスタル・ヴァージン）は、1997年10月30日にアリスソフトより発売された一般向け巫女育成シミュレーションゲーム。
本作は、ヒロインである巫女・飛鳥ちとせを一人前の戦士として育て、週単位でスケジュールを組み、技術と精神の両方を強化していく内容である。

## あらすじ
主人公の皇志狼（すめらぎ しろう）は、「怪者（けもの）」と呼ばれる化け物との戦いの日々を送っていた。ある日彼は「奴」と呼ばれる怪者と対決している際に偶然その場に居合わせた飛鳥ちとせを守るために力をちとせに送り、自らは力を失う。志狼は自分の代わりに「奴」と戦うことを誓ったちとせの師匠として八握神社（やつかじんじゃ）に住み込み、ちとせに修行を施す。

## 登場人物
皇 志狼（すめらぎ しろう）
主人公。「怪者（けもの）」と呼ばれる化け物に対抗できる力を持っている青年。かつて両親を「奴」に殺されており、それ以来「奴」を仕留めることを目標にしている。怪者狩りを生業としてきたが、ちとせを守るために自分の力をすべてちとせに送り込んで力を失い、瀕死の重傷を負う。
飛鳥 ちとせ（あすか ちとせ）
声 - 沢井則江
誕生日：10月18日、年齢：17歳、星座：天秤座、血液型：A型
私立桐華女学院の高等科2年生で、実家の八握神社で神主をしている祖父と二人で暮らしながら、自らも巫女をしている。偶然志狼と「奴」の戦いの場に居合わせたことで志狼の力を引き継ぎ、引き換えに力を失った志狼に代わって「奴」と戦うことを誓う。祖父の大蔵が基本的に何もしないため、学校に通いながら神社の仕事全般と毎日の家事も行っている。
山本 小夜子（やまもと さよこ）
声 - ANKU
誕生日：3月30日、年齢：17歳、星座：牡羊座、血液型：B型
眼鏡を掛けている緑髪の少女で、ちとせの親友兼同級生。内気な性格で、男性恐怖症もある。
氷室 サキ（ひむろ さき）
声 - 桑田靖子
誕生日：12月19日、年齢：17歳、星座：射手座、血液型：A型
青いポニーテールの少女で、志狼の師匠の一人娘。志狼と同じく怪者狩りを生業としており、愛銃のコルト・ガバメントを媒体として能力を使用する。クールな性格。父は「奴」に殺されており、志狼と同じく「奴」の行方を追っている。
飛鳥 大蔵（あすか たいぞう）
声 - 正岡省吾
八握神社の神主。ちとせの祖父で保護者だが、酒と博打が大好きで神社や家庭のことはちとせに任せっきり。

## スタッフ
- 原画・キャラクターデザイン - むつみまさと
- ゲームデザイン・シナリオ - む〜みん
- 音楽・効果音 - Shade
- モンスターデザイン・サブ原画 - えびちり
- 背景CG・マニュアル - なかじー
- CG監修 - 茶柱
- CG・修行シーンコーディネート - 佐伯たかし
- CG - 醍拉衹
- キャスティング・録音監修 - 多田顕人（T2 Japan)
- プログラム - かずし
- プログラム - しげ
- 広報 - ヨシタカ
- オープニング監修・インターネット広報 - ちみろいむ
- テストプレイ - よーいちろう
- テストプレイ - とり

## 評価
ライターの高瀬俊一は、書籍『電脳美少女虎の巻』に寄せた一般向け美少女ゲームを題材としたコラムの中で、本作を取り上げている。
高瀬は本作の魅力として、普通の女子高生としての顔を持つちとせのキャラクター性を挙げたほか、水着シーンなどの軽いお色気要素がさわやかであると評価している。